# Hyde megye (Észak-Karolina)
Hyde megye az Amerikai Egyesült Államokban, azon belül Észak-Karolina államban található. Megyeszékhelye Swan Quarter, legnagyobb városa Ocracoke. Lakosainak száma 4589 fő (2020. április 1.). Hyde megye Tyrrell, Dare, Washington, Beaufort, Pamlico és Carteret megyékkel határos.

## Népesség
A megye népességének változása:
| Lakosok száma | 5800 | 5822 | 5739 | 5721 | 5526 | 4589 |
|               | 2010 | 2011 | 2012 | 2013 | 2015 | 2020 |